# Букур
Букур је легендарни румунски пастир за кога се каже да је основао Букурешт, дајући му име. Иако је легенда о пастиру вероватно апокрифна, име града је вероватно изведено од особе са тим именом, пошто се суфикс -ешти користи за насеља изведена из личних имена, обично земљопоседника или оснивача. Први који помиње име са легендом о Букуру је аутор „Архива у три случаја славне земље Бугарске” из 1761. године фрањевачки монах Блазиус Клајнер из Трансилваније. 
Покровитељ Букурешта је Димитар Басарбовски, игуман манастира Басарбово.